# American Made Music to Strip By
Az American Made Music to Strip By Rob Zombie 1999-ben megjelent albuma. Az album nem friss stúdióanyag, hanem az 1998-ban megjelent Hellbilly Deluxe remixalbuma.

## Az album dalai
1. "Dragula (Si Non Oscillas, Noli Tintinnare Mix)" – 4:37
2. "Superbeast (Porno Holocaust Mix)" – 3:58
3. "How To Make A Monster (Kitty's Purrrrformance Mix)" – 4:02
4. "Living Dead Girl (Subliminal Seduction Mix)" – 4:09
5. "Spookshow Baby (Black Leather Cat Suit Mix)" – 4:35
6. "Demonoid Phenomenon (Sin Lives Mix)" – 4:36
7. "The Ballad Of Resurrection Joe And Rosa Whore (Ilsa She-Wolf of Hollywood Mix)" – 5:38
8. "What Lurks On Channel X? (XXX Mix)" – 4:07
9. "Meet the Creeper (Pink Pussy Mix)" – 4:47
10. "Return of the Phantom Stranger (Tuesday Night At The Chop Shop Mix)" – 3:32
11. "Superbeast (Girl On A Motorcycle Mix)" – 3:49
12. "Meet the Creeper (Brute Man & Wonder Girl Mix)" – 3:45

## Közreműködők
Rob Zombie
- Rob Zombie – ének, szövegek
- Riggs – gitár
- Blasko – basszusgitár
- Tempesta – dob

Produkció
- Rob Zombie – producer
- Scott Humphrey – producer
- Sheri Moon – borító

Remixelők
- Charlie Clouser – Tracks 1, 4, & 11
- Praga Khan & Oliver Adams – Track 2
- God Lives Underwater – Track 3
- Rammstein – Track 5
- Poly 915 – Track 6
- Phillip Steir – Track 7
- Spacetruckers – Track 8
- Steve Duda – Track 9
- Chris Vrenna – Track 10
- DJ Lethal – Track 12

## Fordítás
- Ez a szócikk részben vagy egészben  az   American_Made_Music_to_Strip_By című angol Wikipédia-szócikk fordításán alapul.  Az eredeti cikk szerkesztőit annak laptörténete sorolja fel. Ez a jelzés csupán a megfogalmazás eredetét és a szerzői jogokat jelzi, nem szolgál a cikkben szereplő információk forrásmegjelöléseként.